# 堕落 (小説)
『堕落――あるいは、内なる曠野』（だらく あるいは うちなるこうや）は、高橋和巳の長編小説。中編小説とされることもある。1965年（昭和40年）6月、『文藝』に一挙掲載され、1969年（昭和44年）2月に、河出書房新社より単行本として刊行された。文庫版は新潮文庫より刊行されていた。
かつて王道楽土・五族協和の理想を実現すべく、満洲国の建国のため奔走し、その滅亡により深い傷を内面に負った混血児福祉施設の園長が、新聞社から施設の活動を表彰されたことを機に、道徳的・倫理的に崩壊してゆく姿を描いた作品である。

## あらすじ
物語の時間軸は、1963年（昭和38年）秋からの始まりと推測されている。
青木隆造は戦後、神戸にて、米兵と日本人女性との間に生まれた混血孤児の収容施設「兼愛園」を私費で開設した人物である。その運営が軌道に乗ってきたある日、施設は新聞社から社会福祉事業団体賞を受けることとなる。東京で開催された授与式の雛壇で、突如として青木は涙を流した。
その涙は、授与式の出席者たちが推測したような、長年の辛酸が認められたことへの感慨の涙などではなかった。青木にはかつて、南満洲鉄道社員として満洲国へ渡り、「満洲青年連盟」の一員として、王道楽土・五族協和の理想の実現のために奔走した過去があった。青木が満洲へ渡ったのは、橘樸の説く、農本主義的な自然主義と伝統的な自治組織を基礎にした東洋的な大道社会の建設、という思想に心情的な共感を持ったためだった。しかし、「五族協和」の理想国家建設に燃えていた青木は、大地主による農民の搾取・土着軍閥による大地主の支配・海外資本による土着産業の圧殺や地下資源の略奪、といった現状を目の当たりにする。さらに、植民地として満洲を搾取しようとする関東軍司令部、満洲を広義国防の前線としか考えていない日本政府や財界によって、現実の満洲国は、新しい国家への理想を描いていた青木たちの夢とは全く別の方向へと進んでゆき、青木らのグループは次第に関東軍参謀部や満鉄調査部での力を失っていった。
やがて青木は建国の第一線から退き、開拓団の指導者として赴任した。しかし間もなく、ソビエト連邦の満洲への侵攻と現地人の蜂起が起こり、関東軍が真っ先に逃亡したため、青木ら開拓団は何の庇護も受けられないまま避難することとなる。その過程で青木は開拓団員を見捨て、妻を見捨て、2人の子供も見捨てた。その後、抑留生活を経て帰国した青木は妻との再会を果たすが、子供を連れていない青木を見て事情を察したらしき妻は、精神に異常をきたしてしまう。
戦後、青木は憑かれたように兼愛園の経営に没頭する。政府や占領軍は混血児問題に無理解で、一般社会も偏見や無関心しか抱かず、革新政党も殆どこの問題については取り上げない、という状況の中、青木は私生活を犠牲にした修行僧のような生活を送り、がむしゃらに仕事を続けていった。しかしその業績が世間から注目と称賛を受けるに至ったとき、青木は改めて、自分とは何か、自分がこれまでにやってきたこととは何か、という問いと向き合わざるを得なくなった。
青木は「内地にひきあげてきて以来、俺の人生は本当は虚無だった。今の俺は形骸にすぎない。そしてその形骸を称賛しようとするあなた方は、悪意の者か、でなければ虚偽だ」「この壇上にのこのことあがった、耐えがたく俗化した自己、それを薦めた人々、そして拍手の機会をまっている人々、あなた方の道徳もまた恥ずべきだ」と思う。同時にそれまで青木の内部を支えていたものが傾いてゆき、青木のとめどない堕落が始まる。
その夜、表彰式を終えて、ホテルで秘書の水谷久江とくつろいでいた青木は、突如として長年の禁欲生活を破り、発情したかのように久江に襲い掛かった。そして数日後に兼愛園へと戻ると、今度は進駐軍の兵士に強姦された過去を持つ、栄養士の時実正子をも犯してしまう。やがて、時実正子との不純な関係を見破った兼愛園の職員たちに追及されると、青木は関係の目撃者たちを殴りつけて、自身の問題を糊塗しようとする。しかし一方では心の内で、「この極悪非道の私を殴打せよ。この残酷無道の私を撲殺せよ」と叫んでもいた。
やがて青木は、表彰の副賞であった200万円を手に出奔する。場末の街を、阿片窟を求めて彷徨しながら、安酒と賭事に耽溺していた彼は、あるとき、数人の若いチンピラに取り囲まれて恐喝される。チンピラたちの命ずるまま、時計を外して財布を与える青木だったが、腹巻に入っていた大金を奪い取られようとしたとき、突如として激しい怒りに見舞われる。「私を本当に怒らせるつもりでないならやめなさい」と言うも「この老いぼれが、怒れるものなら怒ってみやがれ」と返されたとき、青木の内部で何かが一転した。「若造ども」「本当に殺しあうつもりか」と青木は声色を変え、銃剣を構えるようにして、持っていたビニール傘を気合と共に突き出した。
事件後、青木は過失致死の容疑で逮捕され、警察の未決監に勾留される。そこで青木はコンクリートの壁に幻の国の象徴を見出し、「満洲人にも朝鮮人にも中国人にもロシア人にも、私は何故か裁かれたくはなかった。私は私と同じ罪、同じ犯罪の共犯者である日本人たるあなた方に……（中略）この国の指導者、立法者、行政者、そして司法者たち。私はあなた方にこそ裁かれたかったのだ」と心の内に叫ぶ。そんな青木を看守は「おい、どこへ行くんだ老いぼれ」と罵るのだった。

## 登場人物
- 青木 隆造 - 神戸に所在する「兼愛園」の園長。年齢は52歳だが、既に頭髪は白い[18]。兼愛園は戦後、米兵と日本人女性との間に生まれた混血孤児の収容施設で、青木が私費で開設した。過去に満洲国にて「満洲青年連盟」に所属し、五族協和・王道楽土の理想を実現しようとした過去がある[6]。精神を病んで入院している妻がいる[19]。
- 水谷 久江 - 青木の秘書。兼愛園の創立以来、施設の発展に力を尽くしてきた[11]。
- 時実 正子 - 兼愛園の職員。かつて進駐軍の通訳を務めていた頃、米兵に集団暴行を受け、そのために冷感症となっている[20]。
- 中里 徳雄 - 兼愛園の職員。職員中で最も鮮烈な思想を持ち、青木による報奨金の流用と、女性職員との関係を暴露し難詰した[21]。逮捕された青木から、水谷と共に兼愛園の運営を委ねられる[22]。

## 発表経過
本作は1965年（昭和40年）6月、『文藝』に一挙掲載の形で発表された。高橋は当時34歳であった。雑誌には「書き下ろし長編小説二八〇枚」「かつて満州建国を夢み今は社会事業にうちこむ男の突然の転落は何ゆえか？　新鋭の意欲作」との惹句が並べられた。それから4年後の1969年（昭和44年）に、河出書房新社より単行本として刊行された。
単行本のあとがきで高橋は、「いま単行本として上梓するまでに足かせ四年の歳月が流れているのは、この作品を大はばに改訂するか否かの決着が容易につかなかったからだった」とし、「雑誌に発表した直後から、親しい友人たちはより大規模な長篇に拡大されるべき内容であろうと忠告してくれたし、日本人の昭和の精神史を内部から文学を通して反省し批判するという私自身の意図からも、その忠告はうなずけるものだった」「好意的な友人の忠告を待つまでもなく、作中人物の肉付け、換言すれば作中人物の内部に乗りうつり、もぐり込みえているのは、主人公だけであり、他の人物たちは自らは発光しない衛星であることに甘んじていることも、少し期間をおいて読み返す過程で私は気付いていた」としている。
しかし結局は、「修正するよりは、まったく新たに別の作品を書く方が生産的であるという表現上の平凡な真実に立ち戻らざるを得なかった」として、作品の発表後も読み続けていた資料によって明らかになった事実誤認を、わずかに修正するのみに留めた。また、「作中人物への情念的な乗り移り」は最初に立てた構成と相関的なもので、一回限りのものでもあり、後から下手にいじると全体の構成に破綻をきたす虞があることも、理由としてあったという。しかし、この弁明に応じた、新たな作品が書かれることはなかった。
本作の意図について、高橋は以下のように述べている。

## 評価・分析
本作は270枚前後の作品であるが、高橋自身も気にしていた通り、素材に比して短すぎるといった世評が多い。田中寛は当時の反応として、「『堕落』が文芸誌に発表された当時、一定の評価を認めながらも、作品のもつ主題の壮大さから、これを時代に見合った規模に拡張し、さらに十五年戦争の贖罪を明確に織り込む必然性が批評の大勢を占めた」としている。
例として野間宏は、「作品は「我が心は石にあらず」のようには成功していず、方々に大きな傷跡を見せて読者の前に失敗作として横たわっている」と評し、一方で巨大な規模を持った徹底的な破滅物語でもあるとして、「もしこの作品が改めて書き直され、ここに実現されていない全体の姿を形づくるならば、その全体はその規模の大きさに於て、また問題の深刻さに於て、巨大なものとなり読むものを圧倒するものとなったのではないだろうか」と、その書き直しを求めている。また杉浦明平は、青木の中には語られていない秘密がもっと積み重なっているのではないかという気がしてならなかったとし、「満洲国の建国から敗戦にいたる十余年におけるいろんな罪悪の（ごく簡単にふれられてはいるが）堆積がたっぷり導入されねばならない。そのためには、この三、四倍の長篇にならねばならない」と感じたとしている。
一方で脇坂充は、満洲国建国という特異な題材上、もっと書き込んでもらいたいという願いは理解できるとしつつ、こうした見方は高橋が長編小説家であるという偏見に根差しているのではないかとも述べ、「作品としての『堕落』に書き足りないところはないように思えてならない。それだけこの作品は、一つの完成されたものとして過不足なく私たちの眼前にある。問題は作品としての完成度であって、長短ではあるまい」と評している。
江藤淳は、「私は登場人物たちが作者の史観のあやつり人形になっているところがまず不満であった。これは、いわば高橋氏の満州国論の小説化で、氏の思想のなかには脈打っている生々しい肉感が、その人物たち、特に女性に欠けているのが、奇妙に不具に感じられるのである」とし、「この主人公の行動が、すべて彼の政治的過去から説明されているのは、私には奇怪と感じられる。高橋氏の満州国論は興味深いものであるが、氏の主人公は堕落においても情感欠如症にかかっていて、少しも堕ちているようには見えない。小説の後半がことに弱いのはそのためであろう。かつて坂口安吾は、「堕ちよ、生きよ」といった。私はそういう個人的な声が高橋氏の大作にないのを遺憾とする。堕落するのにもともと大義名分はいらないはずだからである。このような政治的体験の絶対化は、三島氏の美の絶対化と軌を一にしている。つまり、いずれも作者のナルシシズムの所産であって、どちらかといえば非小説的な態度というほかはない」と評している。
磯田光一は、本作が善行の表彰式の場面から始まっていることは非常に重要と思われるとし、青木が混血児の育成について「本当はこの世のためを思ってした行為ではない」と自覚していたことについて、「この私的感情と公的名分の断層こそが、やがて彼を堕落に導いてゆくのである。それは世にいう道徳的な堕落ではない。（中略）端的にいえば戦後社会に容認されること自身が耐えがたい、とでもいうべき感情であろうか」と述べている。そしてその理由として、「かつて満洲国建国の夢をもち、アジアの共栄を願った彼にしてみれば、その夢想が現実を超えたものであればあるほど、リアル・ポリティックスとの矛盾は避けがたい。（中略）かつてユートピアを求めて、その代償として苛酷な現実を成立させてしまった彼にとって、いったい戦後がどれほどの価値をもつものであったろう」としている。
磯田は、「彼のひそかな慈善事業でさえも、贖罪というよりはむしろ孤独をまぎらわすための手段といった趣きがある。そのかぎりにおいて、彼の慈善事業はけっして戦後社会に容認されてはならないものだったのである。このとき彼にとって、表彰こそが最大の屈辱であったことはいうまでもない」とし、「……戦後社会に容認されてしまうような思想が、どうして人間の暗い宿命を支えることができるであろうか。（中略）戦後社会の許容度が、異端的な芸術家でさえ体制のうちに吸収しかねない幅をもっているとき、いったい異端の宿命は、何によって証明することができるであろうか」とし、極端な例としてもしも全共闘が文部大臣に表彰されたなら、それは全共闘にとって最大の屈辱であることは言うまでもない、と述べている。また本作は、かつて抱いた思想に対する自罰の意識のために孤島へ隠棲する主人公を描いた『散華』に対し、その陰画というべき作品でもあるとしている。
高知聰は、本作は国家論を展開しようとしたものという野間の論を否定し、「満洲建国に参画したと誇大妄想している青木隆造という男の醜悪な連続強姦と乱交、さらには無意味な殺人がメロドラマとして描かれているだけである」と評している。そして、「だが私は主張する。私を裁くものは国家であることこそ望ましいと」という逮捕後の青木のモノローグについても、公法で私刑は禁じられるのだから、殺人者の青木を裁くのは国家の役割に決まっているとし、「国家によって裁かれることで、国家の本質を暴露しようと意図するのならば、主人公は確信犯でなければならない」「犯罪を通して国家を描くのならば、作家は国家などと軽率にいわず、私刑をこそ描破すればよいのである。私刑において、禁制の意味は露わにされる」と批判している。
橋本安央は青木について、そのモノローグの「五族協和の理念の残骸を抱いて生きる青木にとって、進駐軍兵士と日本娘の間の混血児を育てることが、どんな苦しみであったか（中略）。混血児――それはたまたま毛色や瞳の色の異る男女が愛しあった結果生れたものではなく、一つの国家が他の国家を武力で征服した結果の産物だったからだ。（中略）敗者の側に立ったとき、男と女との――個々の事件は必ずしも強姦というかたちをとったわけではない交媾にすら、内に支配し外に闘いあう国家の影が覆いかぶさっていることを知らねばならなかった。（中略）人間のすべての行為の上に、神仏ならぬ、国家の影がおおいかぶさっているのだ」という一節を引用し、「青木は占領軍に日本の女を奪われた、そしておのれの夢もアメリカ国家に握りつぶされた、隠喩としての性的不具者なのである。アメリカに日本を寝取られ、それをかたわらにて見つめる以外すべもなく、ただ呆然と立ち尽くすしかなかった屈辱の記憶を抱いているのだといってもよい」と述べている。
その上で橋本は青木の兼愛園経営を、「したがって、そうして懐妊した混血児の世話をすることは、去勢された自身の恥部への弔いと、その無力にたいする自己処罰の営みに重なってこよう」とし、同時に、国家と世間にオトシマエをつけろと恫喝し、国庫から資金を、米軍から物資を奪い取ろうとする「相討ちの美学」「ヤクザの営み」でもあるとしている。そして、「おのれが去勢されたことにそしらぬ顔をしつづける国家の代わりに、去勢の痛みをひきうける。（中略）だが、事業自体が社会に認知されたとき、それは娑婆の世界に回収される綺麗な事柄と規定されてしまう。それはもはやヤクザの営みではない」「いったん世間に美しく受容されてしまえば、ヤクザには、もはや因縁をつける自由と苦しみすら赦されないのだ」と述べている。また、その結果としての、表彰式後に秘書の水谷久江に襲いかかった青木の行為を、「それは性の不具者が文字どおり、おのれの男根を取り戻さんとする営みにも見えてくる。（中略）すなわち青木は秘書を犯すとき、満州にアジアの理想国を建設しようとしたかつての支配欲を、いま一度回復させんと試みているのだと」と分析している。
脇坂充は、青木を駆り立てるものについて「自己処罰の衝動とでも名づけられようか」とし、その衝動を惹起した原因として、第一に満州時代に王道楽土建設という政治的野望に囚われるあまり、数々の謀略をも厭わなくなったこと、第二に自らの関わった満洲国建設は、結局日本軍部や財界の思う壺でしかなかったという後悔、第三に自ら引率していた開拓団を見捨て、妻や子供すらを見捨てて自分だけが逃げてきた負い目、を挙げている。
そして脇坂は、青木の「満洲人にも朝鮮人にも中国人にもロシア人にも、私は何故か裁かれたくはなかった。私は私と同じ罪、同じ犯罪の共犯者である日本人たるあなた方に……（中略）この国の指導者、立法者、行政者、そして司法者たち。私はあなた方にこそ裁かれたかったのだ」という台詞から、彼の自己処罰の衝動は単なる自己のみに向けられたものに留まらなくなっていると指摘し、青木が訴えたかったこととして、「それは青木と共犯者であったはずの日本人がたくさんいるということであり、しかもそれらの共犯者が、自己の過去にはまったく目をつむり、知らぬ顔をきめこんでおり、あげくのはてに戦後の社会のなかで堂々と市民権を得ており、日本の社会の中枢部に平気でおさまりかえっているという現実である」と述べている。そして、「すでにこの作品が発表されてから三十年以上になるが、何一つとしてここで提出された問題で過去のものになったものはないことにあらためて気が付く。青木が私たちに訴えていることはそっくりそのまま現在の私たちの問題でもあるのだ」とし、本作を『悲の器』『邪宗門』に並ぶ高橋の代表作として数えたい、と評価している。
伊藤益は、終局部において明らかにされる、青木が泣き声をあげる子供たちを見捨てて敵兵から逃走したという事実に触れ、「青木に二人の子どもを見殺しにさせたもの、そして、そのことによって妻の精神を狂わせたものは、青木自身の「心」ではなかったのかもしれない。それは、むしろ、青木たち一家を極限状況のなかに放置した国家というべきだろう」とし、「国家は民衆を裏切ったのであり、戦後、まず第一にそのことが深く省察されねばならなかったはずだ。ところが、戦後国家の為政者たちは、そうした裏切り行為に無頓着なばかりか、さながらそのような事実はなかったかのように、安逸を貪った。青木には、それが許せなかった。彼らの安逸を根底から突き崩すために、青木は自己処罰をめざして堕落したと見てもよいだろう」としている。
また伊藤は、高橋が言うように本作は「日本人の昭和の精神史を内部から文学を通して反省し批判」した作品に留まるようには思われないとし、青木が女性を暴力的に犯す直前、水谷久江と時実正子のいずれの場合にも、親が子を見捨てる故事の話をしていることに着目し、また前述の通り、青木自身が子を捨てたことが最後に明らかにされるという構成は、「作者の意図をはるかに超えて、人間性の深淵にまで迫る作品となりえていることを、如実に示している」としている。そして青木は、限界情況へと追い詰められ、自身の「生きて在ること」の欲望のために湧き起こった、根源的悪性を凝視する人物として描かれているとし、本作を「人間の根源的悪性を剔抉する物語」とする読みを提示している。
梶尾文武は、本作は『散華』と共に、「戦争国家の影が薄らいだ戦後市民社会に亡霊のように回帰してくる「国家人」の情念を主題としている」とし、一方で青木は『散華』の中津が固守したような思想を失っており、「隠遁にも美しい死にも恵まれえない一人の「難死者」である」と述べている。梶尾は、兼愛園という疑似家族的な家族共同体と満洲国に多くの類似点が設定されることによって、前述のような主題が支えられており、また、青木が兼愛園に父権的な所有者意識を抱いていること、「この孤児も混血児も、国家の子、天皇の子であるはずであります」と訴える設立趣意書の記述は、「孤児院という共同体の父の座に国父としての天皇を呼び寄せる」ものであることを指摘している。
そのほか、梶尾は本作が、「主人公の悪への加担を道徳感情の問題に落とし込むことには抵抗している」と指摘し、例として「戦犯に値した」とされる、満州での青木の策謀や行為がどのようなものであったのか明示されていないこと、水谷を強姦した際には「なぜ、あの時」「不意に彼女を手ごめにしたりしたのだろう」、時実を犯した際には「何故、不意に、こんなにも急激に、彼は崩れに崩れたか」、殺人の際にも「なぜ、微笑したのだったか」と、次々と疑問が繰り出され、それによって青木の加害者感情は描かれずに済んでいる、としている。また、青木が凌辱した女たちに「なぜ諦めて体の力を抜いたのか」「なぜ背徳漢と罵らないのか」と問いかけていること、発狂した妻に子供たちの死の真相を教えなかったことなどから、「本作はこうして、女たちが主人公に向かって放つべき糾弾の声を抑圧し、主人公と彼女らの間に生じるべき現実的な葛藤を回避する」と指摘している。そして、逮捕された青木が発する「裁いてみよ。国家の名において裁いてみよ」との訴えは、このように現実的な他者の裁きを封じることで初めて可能になる、「国家」を観念の次元に呼び寄せる訴えである、としている。
本作の副題である「あるいは、内なる曠野」という言葉については、伊藤は青木の破滅が外部の要素よりも寧ろ、自身の内面的荒廃に由来することを示しているのではないかとし、野間は「内なる曠野は、内なる満洲であり、戦後のいまもなお、さまよいつづけなければならない日本人の曠野である」と、田中寛は「満洲の曠野であるとともに、戦後日本における日本人の荒涼とした精神でもあった」としている。また脇坂は、敗戦後の混乱と虐殺の中での「あまりにおびただしい死体の幻影ゆえに、現に生きている人間を、なにほどかの喜怒哀楽をもつ人間としてすら見てはいなかった。私にとって、唯一つ信ずべきものは、その果ての茫漠として煙にかすむ曠野であり、その上に感情なく輝く星々の冷たい光だけだった」という青木のモノローグを引用し、「この曠野のイメージは、青木にとって決定的なものであり、「その恐ろしさを忘れようとして十八年。しかし結局、青木は胸中の曠野のイメージから逃れられなかった」のである」と述べている。

## 書誌情報

### 刊行本
- 『堕落』（河出書房新社、1969年2月25日）
- 文庫版『堕落』〈新潮文庫〉（新潮社、1982年7月25日）
  - カバー装画：平野遼。解説：三浦雅士。
- 文庫版『堕落』〈講談社文芸文庫〉（講談社、1995年）
- 『堕落』〈P+D BOOKS〉（小学館、2018年7月）
  - 装幀：おおうちおさむ（ナノナノグラフィックス）。

### 全集収録
- 『高橋和巳作品集5 我が心は石にあらず 他』（河出書房新社、1970年5月30日）
  - 収録作品：「我が心は石にあらず」「堕落」
- 『カラー版日本文学全集55 石原慎太郎・深沢七郎・高橋和巳』（河出書房新社、1971年2月27日）
  - 高橋の収録作品：「堕落」「散華」「あの花この花」「日々の葬祭」「飛翔」
- 『現代の文学31 高橋和巳』（講談社、1971年10月18日）
  - 収録作品：「日本の悪霊」「堕落」「散華」
- 『高橋和巳全小説8 堕落・散華』（河出書房新社、1975年4月10日）
  - 収録作品：「堕落」「散華」
- 『筑摩現代文学大系85 井上光晴・高橋和巳集』（筑摩書房、1975年6月20日）
  - 高橋の収録作品：「堕落」「白く塗りたる墓」「日々の葬祭」
- 『高橋和巳全集 第四巻 小説4』（河出書房新社、1977年7月15日）
  - 収録作品：「堕落」「もう一つの絆」「白く塗りたる墓」
- 『新潮現代文学70 高橋和巳』（新潮社、1979年8月15日）
  - 収録作品：「我が心は石にあらず」「散華」「堕落」